# SummerSlam (2024)
SummerSlam 2024, promovat și ca SummerSlam: Cleveland, a fost un eveniment de wrestling produs de WWE. A fost al 37-lea SummerSlam anual și a avut loc sâmbătă, 3 august 2024, pe stadionul Cleveland Browns din Cleveland, Ohio. Evenimentul a fost difuzat prin pay-per-view (PPV) și livestreaming și a prezentat luptători din diviziile Raw și SmackDown ale WWE-ului. Acesta a fost al doilea eveniment SummerSlam organizat în Cleveland, după evenimentul din 1996, care a avut loc la Gund Arena. Luptătorul WWE și originar din  Cleveland The Miz a fost gazda evenimentului.
Acesta a fost primul SummerSlam desfășurat după ce WWE a fuzionat cu filiala Endeavour Ultimate Fighting Championship (UFC) în septembrie 2023, sub steagul TKO Group Holdings. A fost ultimul SummerSlam transmis în direct pe rețeaua WWE Network, care a fost închis în ianuarie 2025, conținutul WWE fiind mutat pe Netflix. A fost, de asemenea, ultimul SummerSlam care a avut loc ca un eveniment de o noapte, deoarece anul următor, SummerSlam va fi extins la două nopți.
La eveniment s-au disputat șapte meciuri. În evenimentul principal, Cody Rhodes l-a învins pe Solo Sikoa într-un meci Bloodline Rules pentru a-și păstra Centura Undisputed WWE. În penultimul meci, Gunther l-a învins pe Damian Priest pentru a câștiga World Heavyweight Championship. Evenimentul a marcat revenirea lui Roman Reigns de când a intrat în pauza după WrestleMania XL în aprilie.

## Rezultate
| No.                                       | Rezultate                                                                           | Tip de meci                                              | Timp  |
| ----------------------------------------- | ----------------------------------------------------------------------------------- | -------------------------------------------------------- | ----- |
| 1                                         | Liv Morgan (c) a învins-o pe Rhea Ripley (cu "Dirty" Dominik Mysterio) prin pinfall | Meci Singles pentru Women's World Championship           | 15:55 |
| 2                                         | Bron Breakker l-a învins pe Sami Zayn (c) prin pinfall                              | Meci Singles pentru WWE Intercontinental Championship    | 5:40  |
| 3                                         | LA Knight l-a învins pe Logan Paul (c) (cu Machine Gun Kelly) prin pinfall          | Meci Singles pentru WWE United States Championship       | 12:00 |
| 4                                         | Nia Jax a învins-o pe Bayley (c) prin pinfall                                       | Meci Singles pentru WWE Women's Championship             | 12:30 |
| 5                                         | Drew McIntyre l-a învins pe CM Punk prin pinfall                                    | Meci Singles Seth "Freakin" Rollins a fost arbitru.      | 17:00 |
| 6                                         | Gunther l-a învins pe Damian Priest (c) prin technical submission                   | Meci Singles pentru World Heavyweight Championship       | 16:40 |
| 7                                         | Cody Rhodes (c) l-a învins pe Solo Sikoa prin pinfall                               | Bloodline Rules match pentru Undisputed WWE Championship | 29:10 |
| \| (c) \| – Campionul ce intră în meci \| |                                                                                     |                                                          |       |
| (c)                                       | – Campionul ce intră în meci                                                        |                                                          |       |